# Carl Van Vechten

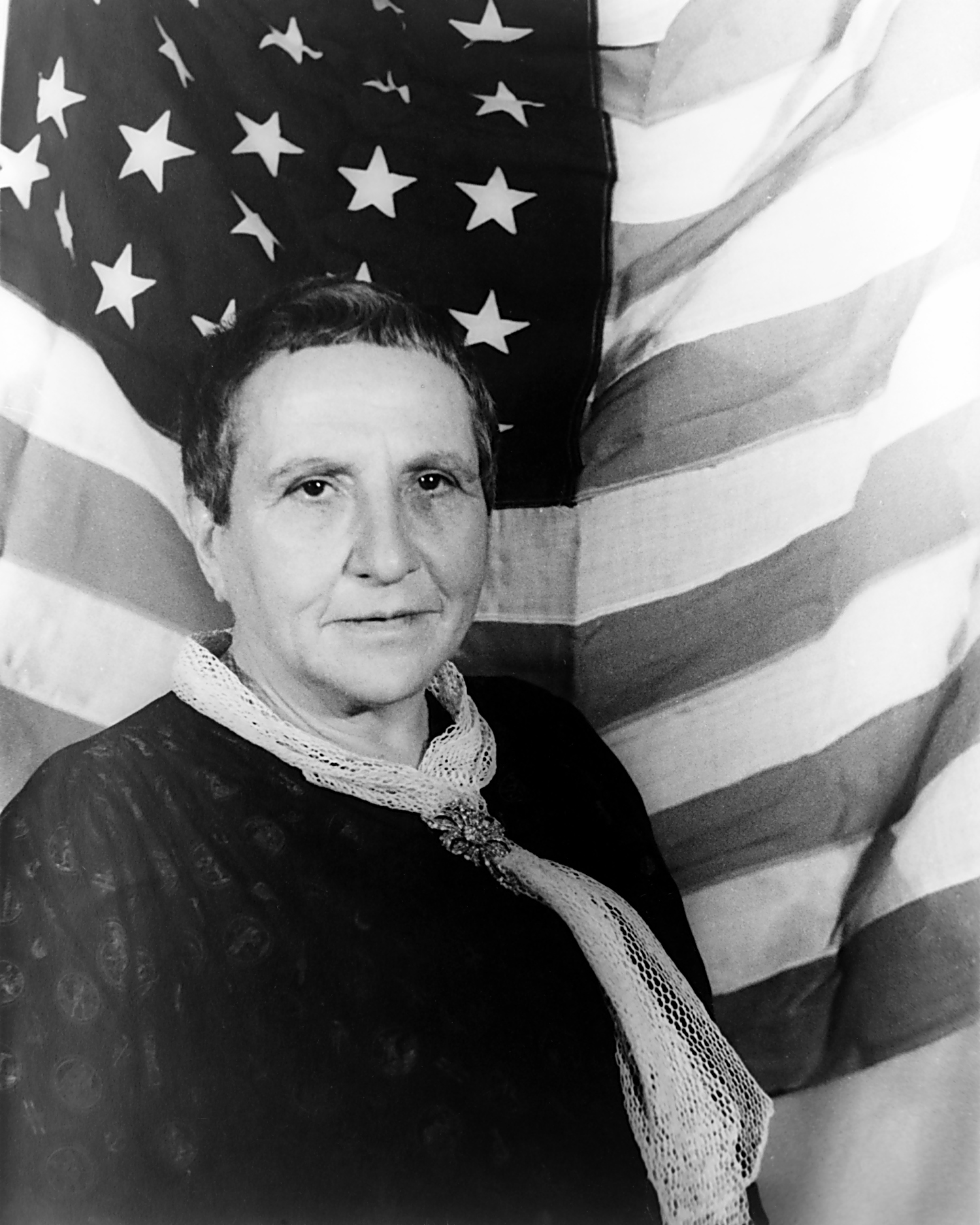
Portret van Gertrude Stein, 1935

Carl Van Vechten (Cedar Rapids (Iowa), 17 juni 1880 – New York, 21 december 1964) was een Amerikaans schrijver en fotograaf. Van Vechten was een belangrijke promotor van de Harlem Renaissance. Zijn belangrijkste roman is Nigger Heaven (1926), dat zich afspeelt in het nachtleven van Harlem. Vanaf de jaren 1930 legde hij zich vooral toe op de fotografie en maakte veel artistieke portretten van vooraanstaande Amerikanen. Van Vechten beheerde de nalatenschap van Gertrude Stein, die hij in 1913 in Parijs had ontmoet.

## Enkele publicaties
- Music After the Great War (1915)
- Music and Bad Manners (1916)
- Interpreters and Interpretations (1917)
- The Merry-Go-Round (1918)
- The Music of Spain (1918)
- In the Garret (1919)
- The Tiger in the House (1920)
- Lords of the Housetops (1921)
- Peter Whiffle (1922)
- The Blind Bow-Boy (1923)
- The Tattooed Countess (1924)
- Red (1925)
- Firecrackers (1925)
- Excavations (1926)
- Nigger Heaven (1926)
- Spider Boy (1928)
- Parties (1930)
- Feathers (1930)
- Sacred and Profane Memories (1932)

## Foto's
Hieronder een selectie van portretfoto's.

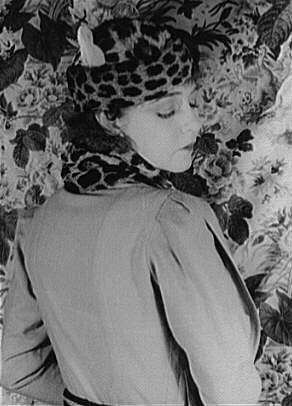
Dorothy Gish (1932)
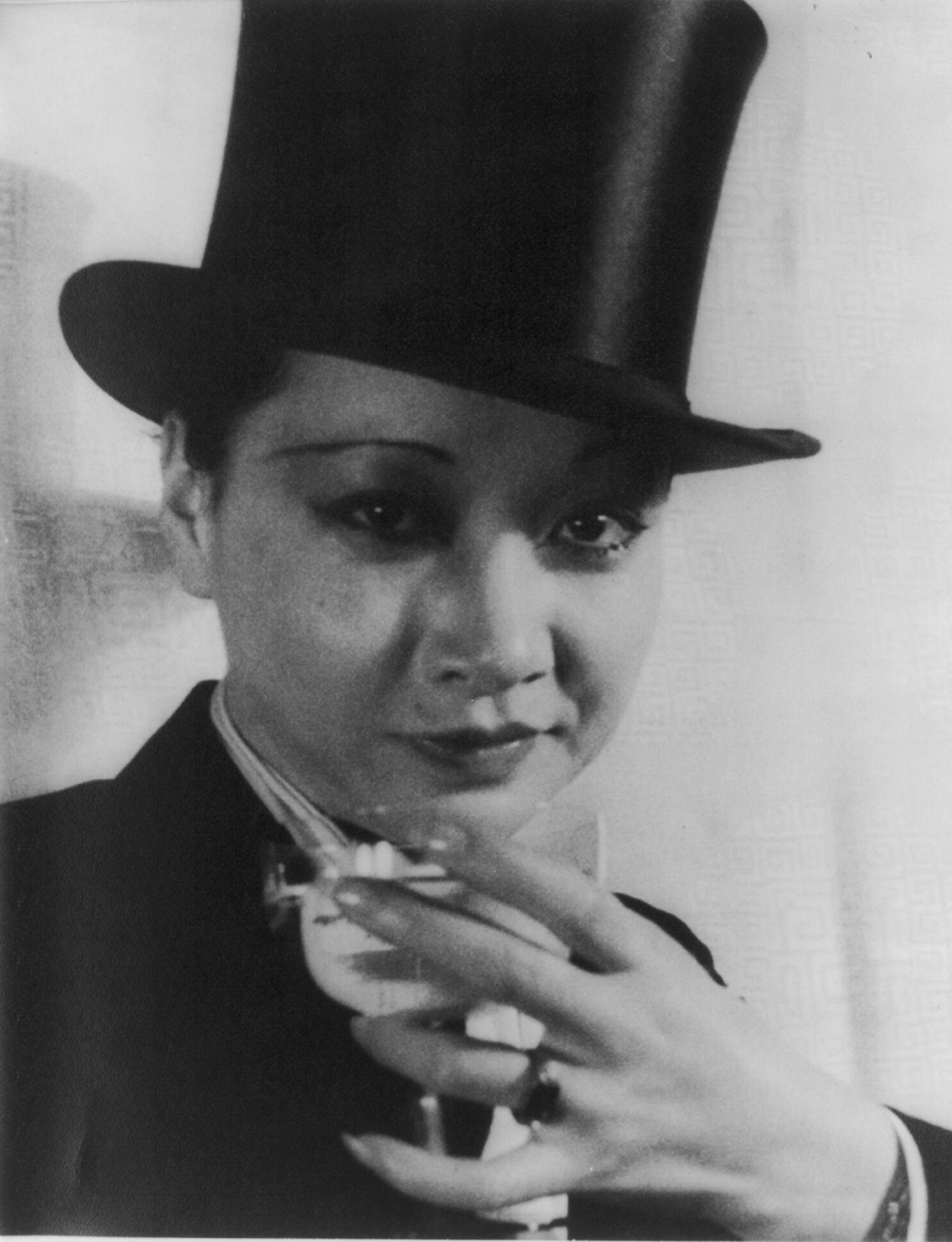
Anna May Wong (1932)
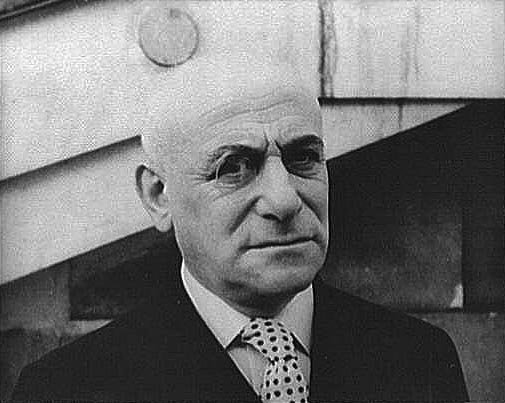
Max Jacob (1934)
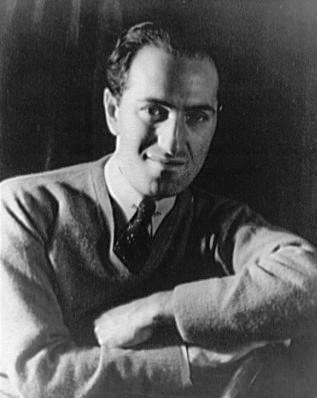
George Gershwin (1937)
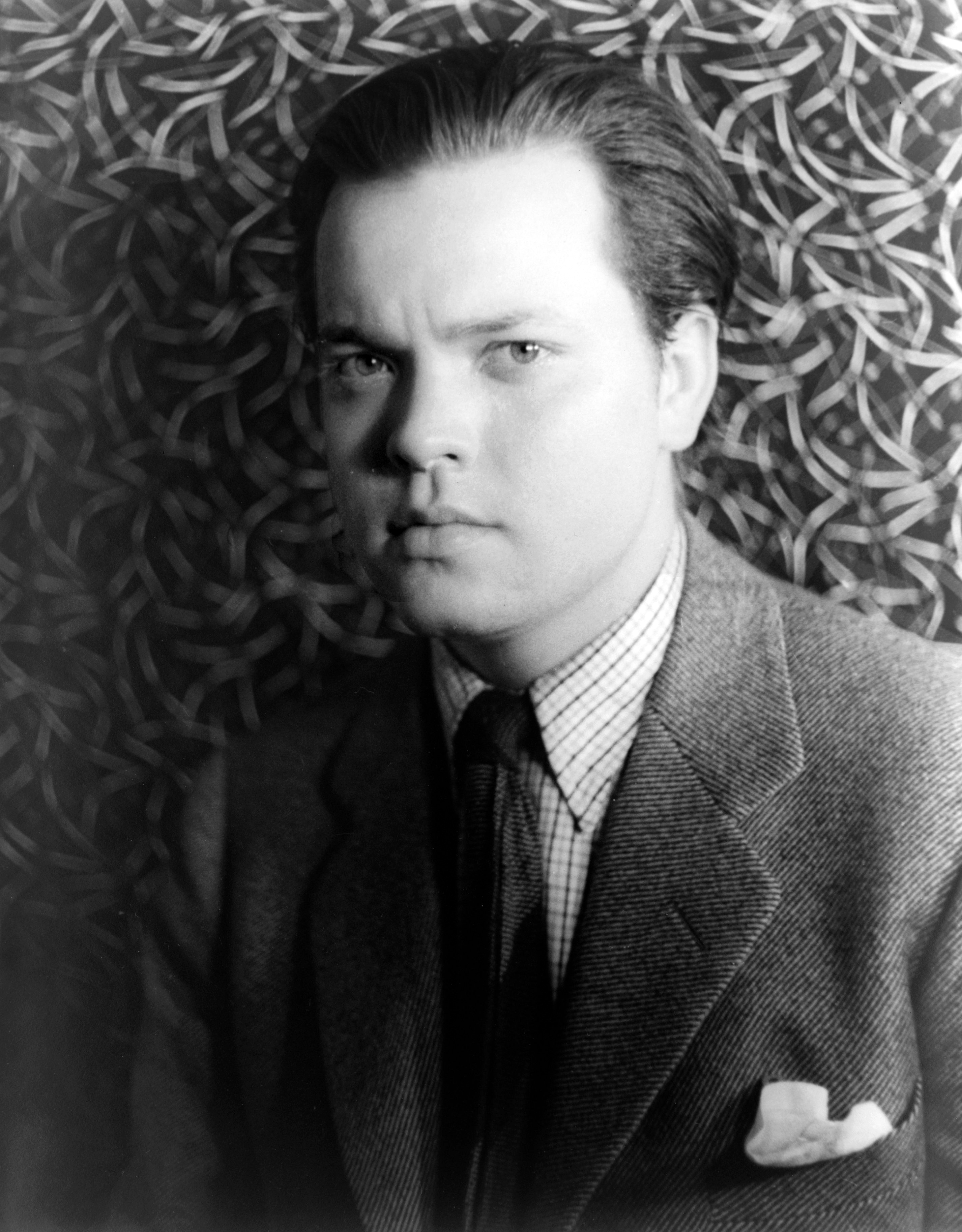
Orson Welles (1937)
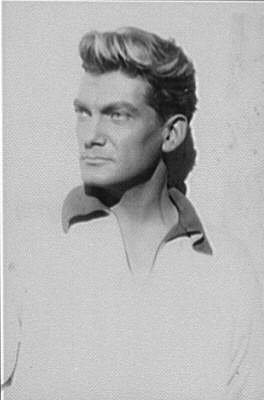
Jean Marais (1947)
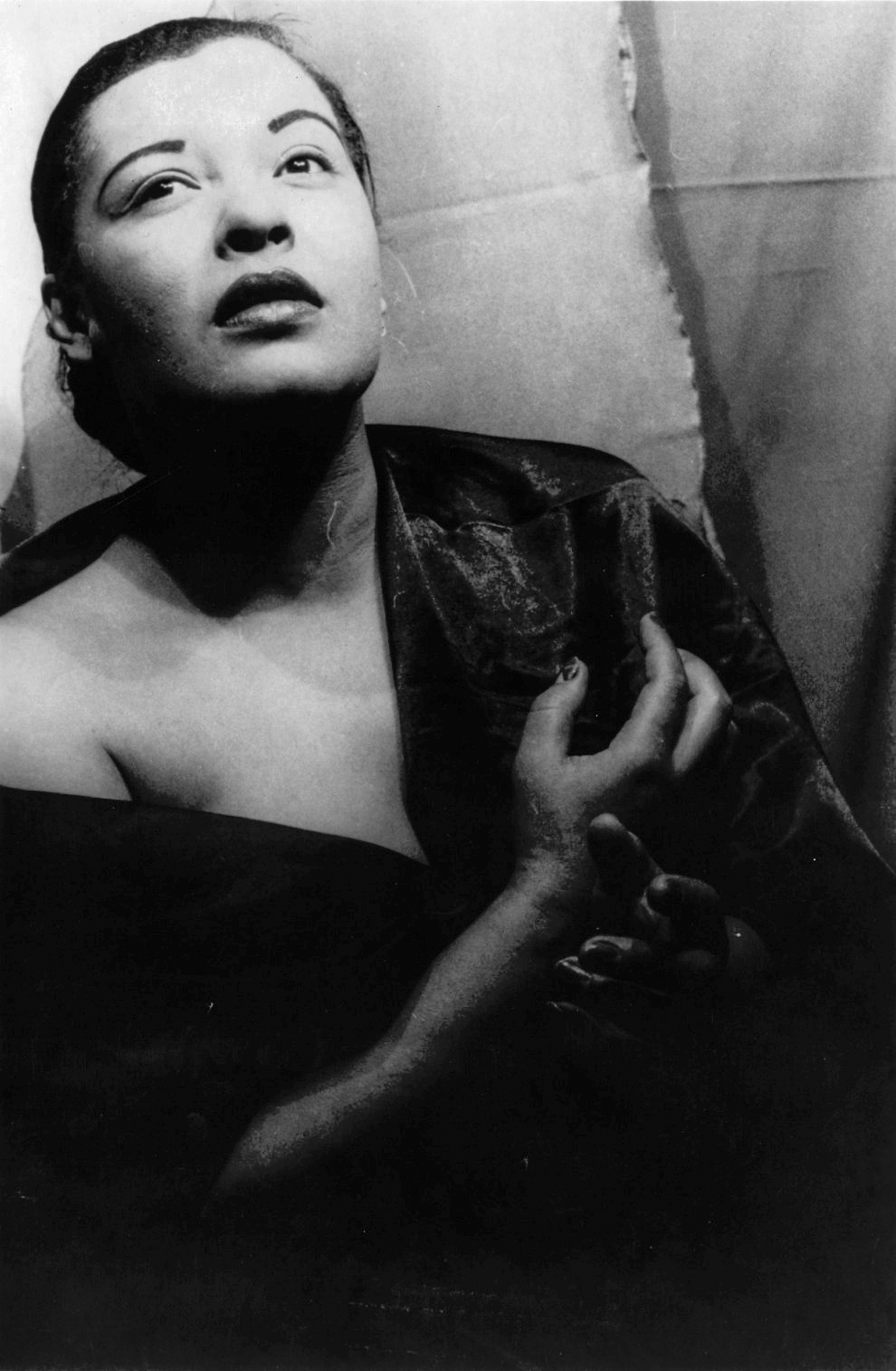
Billie Holiday (1949)
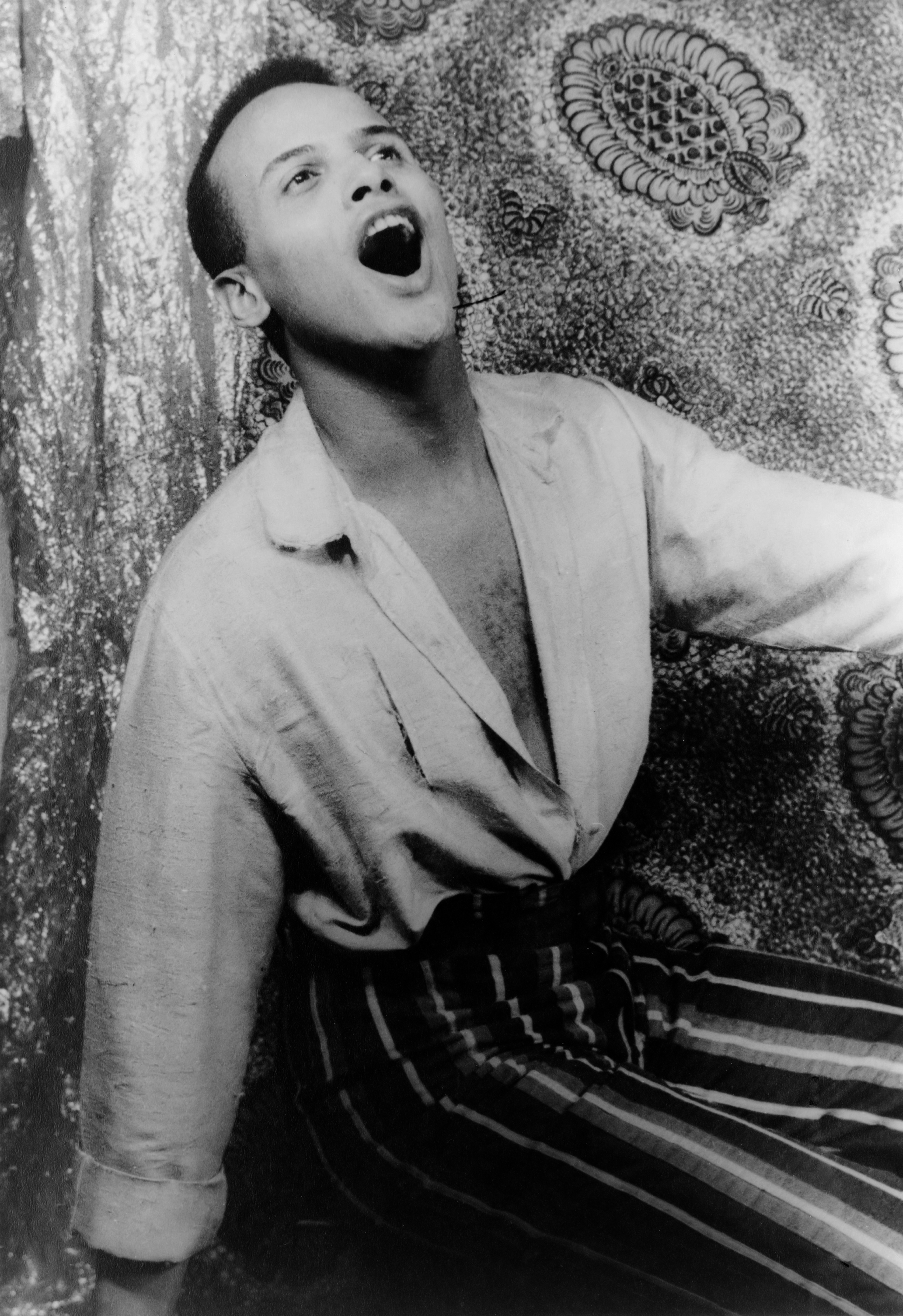
Harry Belafonte (1954)
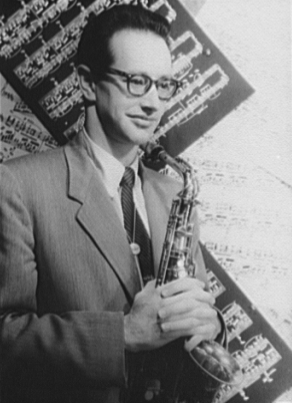
Paul Desmond (1954)
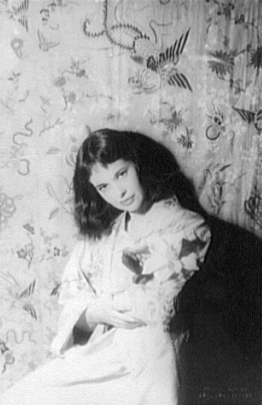
Gloria Vanderbilt (1955)

- Bibsys: 90197387
- Biblioteca Nacional de España: XX1418344
- Bibliothèque nationale de France: cb127225107 (data)
- CiNii: DA00516364
- Gemeinsame Normdatei: 119374048
- International Standard Name Identifier: 0000 0001 1558 7789
- Library of Congress Control Number: n78095475
- Nationale Bibliotheek van Letland: 000081896
- MusicBrainz: 008fe749-257c-4cf6-b779-def9ea598977
- Bibliotheek van het Japanse parlement: 001243602
- Nationale Bibliotheek van Tsjechië: kup19940000105791
- Nationale bibliotheek van Australië: 35576955
- Nationale Bibliotheek van Israël: 987007269429205171
- Nationale Bibliotheek van Polen: a0000001276725
- Nederlandse Thesaurus van Auteursnamen: 069209030
- PIC: 4517
- Réseau des bibliothèques de Suisse occidentale: 02-A020141153
- RKD-Nederlands Instituut voor Kunstgeschiedenis: 392426
- Istituto Centrale per il Catalogo Unico: CUBV158801
- LIBRIS: 99072
- SNAC: w6kd21ds
- Système universitaire de documentation: 053425685
- Trove: 1001640
- Union List of Artist Names: 500058409
- Virtual International Authority File: 5056030
- WorldCat: E39PBJjHjgcR8Wtjfm6VRhdfbd